# جون فيرارو (سياسي)
جون فيرارو هو لاعب كرة قدم أمريكية وسياسي أمريكي، ولد في 14 مايو 1924 في كوداهي في الولايات المتحدة، وتوفي في 17 أبريل 2001 في سانتا مونيكا في الولايات المتحدة.